# Resolució 1852 del Consell de Seguretat de les Nacions Unides
La Resolució 1852 del Consell de Seguretat de les Nacions Unides fou adoptada per unanimitat el 17 de desembre de 2008. El Consell, recordant les resolucions 1595 i 1757, a proposta de França i a petició de la pròpia Comissió, va acordar estendre el mandat de la Comissió Internacional d'Investigació Independent de les Nacions Unides que jutja l'atemptat terrorista que el 14 de febrer de 2005 matà el Primer Ministre del Líban Rafik Hariri i 22 més fins al 28 de febrer de 2009, per tal de transferir el personal i actius a la Haia i que comenci a funcionar el Tribunal Especial pel Líban.